# Kallaṭa
Kallaṭa ou Bhaṭṭa Kallaṭa est un philosophe shivaïte appartenant à l'école Trika et qui vécut entre le VIIIe et le IXe siècle de notre ère. Élève de Vasugupta, il composa sous sa direction la Spandakārikā qui est un commentaire du Śivasūtra.